# Pune
Pune, Puna (hindi i marathi पुणे, trl. Puṇe, trb. Pune; ang. Pune; dawniej także Punavadi, Poona) – jedno z największych miast zachodnich Indii i dawna stolica Imperium Marathów.

## Geografia
Miasto położone jest 120 km na południowy wschód od Mumbaju, w Ghatach Zachodnich, na wysokości około 600 m n.p.m. Najwyższe wzgórze to Vetal Hill – 800 m n.p.m.
W centralnej części miasta rzeka Mula łączy się z Muthą, tworząc Mulę-Muthę.

## Demografia
W 1991 roku miasto liczyło 1,6 mln, a zespół miejski 2,5 mln, mieszkańców; w następnych latach było to odpowiednio 2,7 mln (2004) i 3,8 mln (2001) (nieoficjalnie od 4,5 do 5 mln).

## Gospodarka
Mają tu swoje siedziby BNY Mellon, Bajaj Auto, Bharat Forge Ltd, Credit Suisse, Daimler AG, Whirlpool, TCS, Infosys, Wipro, SAS, Avaya, Veritas Software, L&T InfoCrap. Rozwinięty jest przemysł włókienniczy, zbrojeniowy, samochodowy, papierniczy, chemiczny, elektroniczny, poligraficzny, skórzany i meblarski. Miastem bliźniaczym jest Pimpri-Chinchwad.

## Uczelnie
- University of Pune
- National Defence Academy(inne języki)
- Armed Forces Medical College(inne języki)
- Film and Television Institute of India
- Deccan College
- Ranade Institute(inne języki)

## Kultura
Języki używane przez ludność to marathi, hindi, gudźarati, angielski.

## Sport
W 2018 przeniesiono tutaj z Ćennaj jedyny w Indiach turniej z cyklu ATP World Tour, odbywający się w pierwszym tygodniu roku.

## Ciekawe miejsca
- Katraj Snake Park
- pałac Agi Khana
- świątynia Parwati
- stacja kolejowa Pune
- pałac peszwów Shaniwar wada(inne języki)
- Vishrambaug wada
- Tulshi Baug
- Phule Mandai
- muzeum Raja Kelkar
- Laxmi Road(inne języki)
- Saras Baug
- Park Peshve
- Dargah Hazrat Babadżan
- Dargah Dźangli Maharadż
- świątynia Kasba Ganapati
- świątynia Tambdi Jogeshwari
- Lal Mahal
- świątynia Dagadusheth Halwai Ganapati
- świątynia Chaturshrungi
- Osho International Meditation Resort
- Ramamani Iyengar Memorial Yoga Institute (RIMYI)
- Inter-University Centre for Astronomy and Astrophysics (Międzyuniwersyteckie Centrum Astronomii i Astrofizyki)
- National Chemical Laboratory (Narodowe Laboratorium Chemiczne)

## Wszystkiepethy(dzielnice w centrum)
- Kasba peth
- Narayan peth
- Sadashiv peth
- Nana peth
- Bhawani peth
- Rasta peth
- Shaniwar peth
- Shukrawar peth
- Budhwar peth
- Mangalwar peth
- Somwar peth
- Raviwar peth
- Ganj peth
- Navi peth
- Senadatta peth
- Ghorpade peth
- Guruwar peth
- Ganesh peth

## Miasta partnerskie
- San Jose[4]
- Brema[5]